# Verbandsgemeinde Wolfstein
La comunità amministrativa di Wolfstein (Verbandsgemeinde Wolfstein) era una comunità amministrativa della Renania-Palatinato, in Germania.
Faceva parte del circondario di Bad Kreuznach.
A partire dal 1º luglio 2014 è stata unita alla comunità amministrativa di Lauterecken per costituire la nuova comunità amministrativa Lauterecken-Wolfstein.

## Suddivisione
Comprendeva 15 comuni:
1. Aschbach
2. Einöllen
3. Eßweiler
4. Hefersweiler
5. Hinzweiler
6. Jettenbach
7. Kreimbach-Kaulbach
8. Nußbach
9. Oberweiler im Tal
10. Oberweiler-Tiefenbach
11. Reipoltskirchen
12. Relsberg
13. Rothselberg
14. Rutsweiler an der Lauter
15. Wolfstein (città)

Il capoluogo era Wolfstein.